# Лопатич, Томислав
Томислав Лопатич (босн. Tomislav Lopatić; 6 марта 1963, Еловци, Пале, СФРЮ) — боснийский тренер, в прошлом югославский биатлонист, участник Олимпийских игр 1984 и 1992 годов.

## Биография
После завершения карьеры в биатлоне стал тренером, работал тренером национальной сборной Боснии и Герцеговины.